# Бис(хлородикарбонилродий)
Бис(хлородикарбонилродий) — неорганическое соединение,  хлорпроизводное карбонильного комплекса
родия 
состава Rh2(CO)4Cl2,
оранжево-красные кристаллы.

## Получение
- Пропускание монооксида углерода в смеси с пара́ми метанола через кристаллогидрат хлорида родия(III):

{\displaystyle {\mathsf {2RhCl_{3}\cdot 3H_{2}O+6CO\ {\xrightarrow {120-140^{o}C}}\ [Rh(CO)_{2}Cl]_{2}+6H_{2}O+2COCl_{2}}}}

## Физические свойства
Бис(хлородикарбонилродий) образует оранжево-красные кристаллы
тетрагональной сингонии,
пространственная группа I 42d,
параметры ячейки a = 1,4279 нм, c = 0,9353 нм, Z = 8,
.
Устойчив на воздухе,
в присутствии влаги подвергаются гидролизу.
Хорошо растворяется в бензоле, дихлорметане,
плохо растворяется в петролейном эфире.
Возгоняется при температуре 140°С в атмосфере монооксида углерода.

## Применение
- Катализатор изомеризации олефинов.